# Daniel Jones (muzyk)
Daniel Jones (ur. 22 lipca 1973 w Southend-on-Sea, Essex) – australijski muzyk, producent, autor tekstów piosenek. Największą sławę przyniosła mu rola gitarzysty i klawiszowca w zespole Savage Garden, który tworzył wraz z Darrenem Hayesem. Zespół znany jest z piosenek takich jak: Truly Madly Deeply, To the Moon and Back czy I Want You.
Po rozpadzie zespołu w 2001 roku Jones założył własną firmę produkcyjną (Meridien Musik) i studio nagrań (Level 7 Studios), aby współpracować z różnymi nowymi młodymi australijskimi artystami. W wywiadzie z lipca 2015 roku ujawnił, że odszedł z branży muzycznej i obecnie pracuje na rynku nieruchomości.

## Życie prywatne
9 października 2005 roku w Gold Coast poślubił byłą członkinię zespołu Hi-5 Kathleen de Leon Jones. Para mieszka w Las Vegas i ma dwie córki. 

## Dyskografia
- Savage Garden (1997)
- Affirmation (1999)
- Truly, Madly, Completely - The Best Of Savage Garden (2005)